# 胡有禄
胡 有禄（こ ゆうろく、Hu Youlu、? - 1855年）は、清末の昇平天国の反乱の指導者の一人。
広西省潯州府武宣県出身。天地会に加入し、1846年に湖南省寧遠を攻撃するが敗退。その後、兄の胡有福と羅大綱と広西省陽朔を攻めるが失敗し、胡有福は捕らえられ処刑された。その後胡有禄は朱洪英とともに機をうかがい、1852年に南寧で挙兵した。蜂起軍は1854年に広西省灌陽を占領し、国号を昇平天国と定め、胡有禄は定南王、朱洪英は鎮南王を称した。このころ太平天国は湖南省・湖北省で苦戦していたが、昇平天国が湖南に進攻することで湘軍の背後が脅され、戦況は好転した。その後昇平天国軍は広西省と湖南省で一進一退を繰り返したが、1855年に湖南省新寧で捕らえられ処刑された。